# NGC 7200
NGC 7200 é uma galáxia elíptica (E) localizada na direcção da constelação de Indus. Possui uma declinação de -49° 59' 44" e uma ascensão recta de 22 horas, 07 minutos e 09,6 segundos.
A galáxia NGC 7200 foi descoberta em 30 de Setembro de 1834 por John Herschel.